# شش‌بهره سفلی
شش‌بهره سفلی، روستایی از توابع بخش مرکزی شهرستان لردگان در استان چهارمحال و بختیاری ایران است.تمام

## جمعیت
این روستا در دهستان میلاس قرار دارد و براساس سرشماری مرکز آمار ایران در سال ۱۳۹۰، جمعیت آن ۲۷۲ نفر (۶۶ خانوار) بوده‌است.